# .ca
.ca je internetová národní doména nejvyššího řádu pro Kanadu.
Zájemci o doménu .ca musí splňovat podmínky pro registraci, zvané Canadian Presence Requirements. Například to je
- dospělý kanadský občan,
- trvalý obyvatel Kanady,
- legální kanadská organizace,
- Inuit (eskymák), příslušník First Nation, Métis nebo jiný domorodec,
- indiánský kmen definovaný v dokumentu Indian Act of Canada,
- cizinec, který v Kanadě vlastní ochrannou obchodní značku
- vládní instituce
- Jeho Veličenstvo král Karel III.

V Kanadě lze registrovat doménu druhé úrovně (např. example.ca) nebo doménu třetí úrovně v některé z domén druhé úrovně, které označují region (např. example.ab.ca).
Jakoukoliv žádost o registraci je třeba podat certifikovanému registrátorovi.

## Domény druhé úrovně
Následující rozdělení je historickým reliktem z doby, kdy domény přidělovala CIRA. Společnosti s federální působností mohly mít doménu .ca, zatímco ostatní společnosti musely mít doménu třetí úrovně v rámci domény označující provincii, např. .mb.ca. Nyní již toto pravidlo neplatí a je možné registrovat přímo v ccTLD.
- .ab.ca — Alberta
- .bc.ca — Britská Kolumbie
- .mb.ca — Manitoba
- .nb.ca — New Brunswick
- .nf.ca — Newfoundland (již neakceptuje registraci, nahrazena .nl.ca)
- .nl.ca — Newfoundland
- .ns.ca — Nové Skotsko
- .nt.ca — Severozápadní teritoria
- .nu.ca — Nunavut
- .on.ca — Ontario
- .pe.ca — Ostrov Prince Eduarda
- .qc.ca — Québec
- .sk.ca — Saskatchewan
- .yk.ca — Yukon